# Don't Stop (Billy Idol EP)
|  | For andre betydninger, se Don't Stop |
Don't Stop er Billy Idols debutudgivelse og blev udgivet i oktober 1981, af pladeselskabet Chrysalis.

## Numre
1. Mony Mony
2. Baby Talk
3. Untouchables
4. Dancing With Myself

## Medvirkende
- Billy Idol — Vokal, guitar
- Steve Stevens — Guitar, bas, synthesizer, keyboard
- Phil Feit — Bas
- Steve Missal — Trommer
- Keith Forsey – Producer